# Футбольная лига Кента (1894—1959)
Кентская футбольная лига (англ. Kent Football League) — футбольная лига, существовавшая с 1894 по 1959 год в английском графстве Кент. В 1966 году была образована другая Кентская лига, не связанная с Кентской лигой 1894—1959 годов, которая в настоящее время известна как Восточная футбольная лига южных графств.

## Чемпионы
Чемпионами высшего дивизиона лиги стали:
| Сезон     | Чемпионы                                                   |
| --------- | ---------------------------------------------------------- |
| 1894/95   | Чатем                                                      |
| 1895/96   | Нортфлит Юнайтед                                           |
| 1896/97   | Вулидж Арсенал Резервс                                     |
| 1897/98   | Суонскомб                                                  |
| 1898/99   | Мейдстоун Юнайтед                                          |
| 1899/1900 | Мейдстоун Юнайтед                                          |
| 1900/01   | Мейдстоун Юнайтед                                          |
| 1901/02   | Крэй Уондерерс                                             |
| 1902/03   | Ситтингборн                                                |
| 1903/04   | Чатем                                                      |
| 1904/05   | Чатем                                                      |
| 1905/06   | Шеппи Юнайтед                                              |
| 1906/07   | Шеппи Юнайтед                                              |
| 1907/08   | Нортфлит Юнайтед                                           |
| 1908/09   | Нортфлит Юнайтед                                           |
| 1909/10   | Нортфлит Юнайтед                                           |
| 1910/11   | Миллуолл Резервс                                           |
| 1911/12   | Миллуолл Резервс                                           |
| 1912/13   | Миллуолл Резервс                                           |
| 1913/14   | Кристал Пэлас Резервс                                      |
| 1914/1919 | соревнования не проводились из-за Первой мировой войны     |
| 1919/20   | Нортфлит Юнайтед                                           |
| 1920/21   | Чарльтон Атлетик Резервс                                   |
| 1921/22   | Мейдстоун Юнайтед                                          |
| 1922/23   | Мейдстоун Юнайтед                                          |
| 1923/24   | Чарльтон Атлетик «A»                                       |
| 1924/25   | Чатем                                                      |
| 1925/26   | Нортфлит Юнайтед                                           |
| 1926/27   | Чатем                                                      |
| 1927/28   | Шеппи Юнайтед                                              |
| 1928/29   | Бекслихит Таун                                             |
| 1929/30   | Джиллингем Резервс                                         |
| 1930/31   | Танбридж Уэллс Рейнджерс                                   |
| 1931/32   | Нортфлит Юнайтед                                           |
| 1932/33   | Маргейт                                                    |
| 1933/34   | Лондон Пэйпер Миллс                                        |
| 1934/35   | Нортфлит Юнайтед                                           |
| 1935/36   | Нортфлит Юнайтед                                           |
| 1936/37   | Нортфлит Юнайтед                                           |
| 1937/38   | Маргейт                                                    |
| 1938/39   | Нортфлит Юнайтед                                           |
| 1939/1944 | соревнования не проводились из-за Второй мировой войны     |
| 1944/45   | Джиллингем (возможно, это было неофициальное соревнование) |
| 1945/46   | Джиллингем                                                 |
| 1946/47   | Маргейт                                                    |
| 1947/48   | Маргейт                                                    |
| 1948/49   | Ашфорд Таун                                                |
| 1949/50   | Рамсгит Атлетик                                            |
| 1950/51   | Фолкстоун Таун                                             |
| 1951/52   | Дувр                                                       |
| 1952/53   | Фолкстоун Таун                                             |
| 1953/54   | Дил Таун                                                   |
| 1954/55   | Сноудаун Кольери Велфэр                                    |
| 1955/56   | Рамсгит Атлетик                                            |
| 1956/57   | Рамсгит Атлетик                                            |
| 1957/58   | Ситтингборн                                                |
| 1958/59   | Ситтингборн                                                |

## Клубы-участники
За всю историю существования лиги в неё входили следующие клубы:
- 12-й учебный корпус пехоты
- 1-й Королевский полк
- 1-й Королевский Уорикширский
- 1-й Саут Уэльс Бордерерс
- 2-е Коннаутские рейнджеры
- 2-й Эссекский полк
- 2-е Королевские королевские стрелки
- 2-е Ланкаширские фузилеры
- 2-е Королевские Дублинские фузилеры
- 2-е Королевские ирландские стрелки
- 3-й Вустершир
- Армейский корпус боеприпасов (Вулидж)
- Корпус армейской службы (Гроув Парк)
- Ашфорд Рейлвей Воркс
- Ашфорд Рейлвей Воркс Резервс
- Ашфорд Таун[англ.]
- Ашфорд Таун Резервс[англ.]
- Ашфорд Юнайтед[англ.]
- Авелинг и Портер (Струд)
- Эйлсфорд Пэйпер Миллс[англ.]
- Эйлсфорд Пэйпер Миллс Резервс[англ.]
- Бельведер и округ
- Беттешангер Кольери Вэлфер
- Беттешангер Кольери Вэлфер Резервс
- Бекслихит и Уэллинг
- Бекслихит и Уэллинг Резервс
- Бекслихит Лейбор
- Бекслихит Таун
- Борстал
- Боутерс Ллойд
- Боутерс Ллойд Резервс
- Бромли
- Кентербери Сити[англ.]
- Кентербери Сити Резервс[англ.]
- Кентербери Уэверли
- Кентербери Уэверли Резервс
- Карабинерс
- Кэтфорд Саутенд
- Чарльтон Атлетик
- Чарльтон Атлетик «A»[англ.]
- Чарльтон Атлетик Резервс[англ.]
- Чатем Таун[англ.]
- Чатем Таун Резервс[англ.]
- Чизлет Кольери Вэлфер
- Крэй Уондерерс[англ.]
- Крэй Уондерерс Резервс[англ.]
- Кристал Пэлас Резервс
- Дартфорд
- Дартфорд Резервс
- Дартфорд Аматорс
- Дил Синкве Портс
- Дил Таун[англ.]
- Дил Таун Резервс[англ.]
- Складской батальон Королевских инженеров[англ.]
- Пулеметный корпус (Фолкстон)
- Склад Королевского Западно-Кентского полка
- Дептфорд Инвикта
- Дептфорд Таун
- Дувр[англ.]
- Дувр Резервс[англ.]
- Дувр Юнайтед
- Эрит
- Эрит энд Бельведер
- Эрит Ойл Воркс
- Эйторн
- Фавершем Сервисис
- Фавершем Таун[англ.]
- Фавершем Таун Резервс[англ.]
- Фолкстоун[англ.]
- Фолкстоун Резервс[англ.]
- Фолкстоун Газ
- Фолкстоун Харвейанс
- Фолкстоун Таун[англ.]
- Фолкстоун Таун Резервс[англ.]
- Джиллингем
- Джиллингем «A»
- Джиллингем Резервс
- Грейвзенд и Нортфлит Резервс
- Грейвзенд Хотспур
- Грейвзенд Юнайтед
- Грейс Атлетик
- Грейс Террок Юнайтед[англ.]
- Грейс Террок Юнайтед Резервс[англ.]
- Херн Бэй[англ.]
- Херн Бэй Резервс[англ.]
- Ллойдс Пейпер Миллс
- Ллойдс Пейпер Миллс Резервс
- Лондон Пэйпер Миллс[англ.]
- Лоял Реджмент
- Лутон
- Мейдстоун Атлетик
- Мейдстоун Черч Институт
- Мейдстоун Институт
- Мейдстоун Инвикта
- Мейдстоун Юнайтед[англ.]
- Мейдстоун Юнайтед Резервс[англ.]
- Маргейт
- Маргейт Резервс
- Медуэй Корругейтид Пейпер Компани
- Метрогас[англ.]
- Миллуолл Резервс
- Минстер Юнайтед
- Мерстон Рейнджерс
- Нью-Бромптон
- Нью-Бромптон Аматорс
- Нью Бромптон Эксельсиор
- Нортфлит
- Нортфлит Юнайтед
- Орпингтон[англ.]
- RAF Истчерч[англ.]
- Рейнхем
- Рамсгит
- Рамсгит Резервс
- Рамсгит Атлетик[англ.]
- Рамсгит Атлетик Резервс[англ.]
- Рамсгит Гренвилл
- Рамсгит Пресс Уондерерс
- Рамсгит Таун
- RETB Чатем
- Рочестер[англ.]
- Рочестер и Борстал
- Королевская артиллерия
- Королевская морская пехота (Чатем)
- Королевская морская пехота (Чатем) Резервс
- Королевская морская пехота (Дил)
- Королевская морская пехота (Дил) Резервс
- Королевский военно-морской склад (Чатем)
- Королевский военно-морской склад (Чатем) Резервс
- Роял Орднанс Факториз[англ.]
- Королевские шотландские фузилеры
- Королевский полк Западного Кента
- Юго-восточный институт железнодорожной механики
- S.R. Атлетик
- Севенокс[англ.]
- Шеппи Юнайтед[англ.]
- Шеппи Юнайтед Резервс[англ.]
- Шортс Спортс
- Ситтингборн[англ.]
- Ситтингборн Резервс[англ.]
- Снодленд Таун
- Сноудаун Кольери Велфэр[англ.]
- Сноудаун Кольери Велфэр Резервс[англ.]
- Южно-Ланкаширский полк
- Саутенд Юнайтед Резервс
- Струд
- Суонскомб
- Тилбери[англ.]
- Тонбридж
- Трой Таун Инвикта
- Танбридж Уэллс Юнайтед[англ.]
- Танбридж Уэллс Юнайтед Резервс[англ.]
- Викерс (Крейфорд)
- Викерс (Эрит)
- Уитстейбл[англ.]
- Уитстейбл Резервс[англ.]
- Вулидж
- Вулидж Резервс
- Вулидж Арсенал Резервс